# Diego Epifanio
Diego Epifanio Carbonero (Burgos, 25 maggio 1978) è un allenatore di pallacanestro spagnolo.

## Palmarès
- Copa Princesa de Asturias: 1

Breogán: 2021